# Amphicnaeia trivitticollis
Amphicnaeia trivitticollis är en skalbaggsart som beskrevs av Stefan von Breuning 1961. Amphicnaeia trivitticollis ingår i släktet Amphicnaeia och familjen långhorningar. Inga underarter finns listade i Catalogue of Life.